# Scaptodrosophila clunicrus
Scaptodrosophila clunicrus är en tvåvingeart som först beskrevs av Oswald Duda 1923.  Scaptodrosophila clunicrus ingår i släktet Scaptodrosophila och familjen daggflugor.
Artens utbredningsområde är Taiwan. Inga underarter finns listade i Catalogue of Life.